# Иноуэ, Таки
Такатихо (Таки) Иноуэ (яп. 井上 隆智穂 Иноуэ Такатихо, родился 5 сентября 1963 года в Кобе) — японский автогонщик, участник чемпионата мира по автогонкам в классе Формула-1.

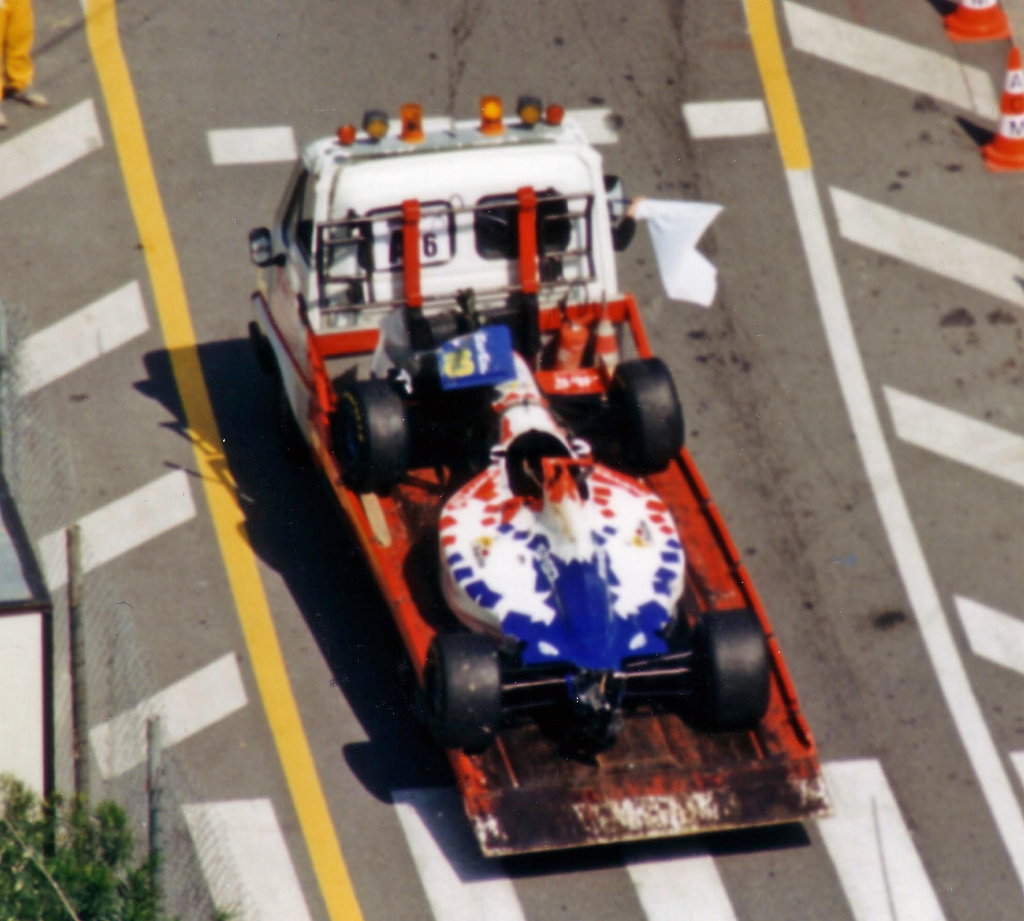
Повреждённая машина Иноуэ транспортируется после курьёзной аварии на практике Гран-при Монако 1995 года.

Иноуэ начал свою карьеру в сериях с открытыми колёсами с «Британской Формулы-Форд» в 1988 году. С 1989 по 1993 год без особого успеха соревновался в «Японской Формуле-3». В 1994 также провёл сезон в чемпионате «Международной Формулы-3000».
Таки принял участие в 18 Гран-при Формулы-1, дебютировав на Гран-при Японии 1994 года. Он заменил Доменико Скиаттареллу в команде Simtek. Японец не набирал очков и запомнился двумя причудливыми инцидентами, выступая за Footwork в 1995 году. Первый инцидент произошёл после окончания сессии свободных заездов в Монако, когда во время буксировки его остановившегося болида в него врезался автомобиль Жана Раньотти[уточнить], из-за чего болид скатился к защитному барьеру, хотя Таки в итоге принял участие в гонке. Второй курьёзный инцидент произошёл в Венгрии, и это увидели в прямом эфире по всему миру — когда Иноуэ пытался помочь маршалам потушить двигатель, машина, которой управлял маршал, сбила Иноуэ. Он получил травму ног, но смог восстановиться к следующей гонке.
Большую часть сезона его напарником был Джанни Морбиделли, но в конце сезона Макс Папис заменил Морбиделли и порой опережал Таки.
Перед началом сезона 1996 года место в Tyrrell должно было достаться Иноуэ, но в итоге место досталось Укио Катаяме благодаря его спонсорской поддержке Japan Tobacco. Вместо этого, в январе он был объявлен пилотом итальянской команды Minardi. Однако, один из его спонсоров в последнюю минуту отказался от поддержки и команда вместо него взяла более талантливого Джанкарло Физикеллу. Физикелла был тест-пилотом команды в 1995 году, и его поддерживало итальянское отделение Marlboro.
Лишившись последних возможностей, Таки не нашёл себе места в Формуле-1. После участия в гонках спорткаров в японском чемпионате GT, он окончательно ушёл из гонок в конце 1999 и стал менеджером пилотов в Японии. Работает спортивным комментатором на японском спортивном телеканале. В шутку часто называет себя «худшим гонщиком в истории Формулы-1».

## Результаты выступлений в Формуле-1
| Легенда к таблице |                                                                    |
| --- | ------------------------------------------------------------------ |
| В таблице перечислены результаты всех Гран-при Формулы-1, в которых принимал участие гонщик. Строками таблицы являются сезоны, столбцами — этапы чемпионата мира. В каждой клетке указаны сокращённое название этапа и результат, дополнительно обозначенный цветом. Расшифровка обозначений и цветов представлена в нижеследующей таблице. |                                                                    |
| \| Пример \| Описание \| \| ------------ \| ------------------------------------------------------------------ \| \| 1 \| Победитель \| \| 2 \| Второе место \| \| 3 \| Третье место \| \| 5 \| Финишировал, заработав очки \| \| Сход \| Не финишировал, но при этом заработал очки \| \| 12 \| Финишировал, не получив очков \| \| НКЛ \| Финишировал, но не попал в финальную классификацию \| \| 15 \| Участвовал вне зачёта, либо по отдельной классификации \| \| 18 \| Не финишировал, но попал в финальную классификацию \| \| Сход \| Не финишировал \| \| НКВ \| Не прошёл квалификацию \| \| НПКВ \| Не прошёл предквалификацию \| \| ДСК \| Дисквалифицирован \| \| ИСК \| Исключён из протокола соревнований \| \| ТТ \| Заявлен для участия только в тренировках \| \| НС \| Участвовал в квалификации, но не стартовал в гонке \| \| Т \| Травмирован или болен \| \| ОТК \| Отказ от участия \| \| НТР \| Прибыл на соревнования, но на трассу не выезжал \| \| НПР \| Был заявлен в числе участников, но не прибыл к началу соревнований \| \| О \| Соревнования отменены \| \| \| Не участвовал \| \| Поул-позиция \| \| \| Быстрый круг \| \| |                                                                    |
| Пример | Описание                                                           |
| 1 | Победитель                                                         |
| 2 | Второе место                                                       |
| 3 | Третье место                                                       |
| 5 | Финишировал, заработав очки                                        |
| Сход | Не финишировал, но при этом заработал очки                         |
| 12 | Финишировал, не получив очков                                      |
| НКЛ | Финишировал, но не попал в финальную классификацию                 |
| 15 | Участвовал вне зачёта, либо по отдельной классификации             |
| 18 | Не финишировал, но попал в финальную классификацию                 |
| Сход | Не финишировал                                                     |
| НКВ | Не прошёл квалификацию                                             |
| НПКВ | Не прошёл предквалификацию                                         |
| ДСК | Дисквалифицирован                                                  |
| ИСК | Исключён из протокола соревнований                                 |
| ТТ | Заявлен для участия только в тренировках                           |
| НС | Участвовал в квалификации, но не стартовал в гонке                 |
| Т | Травмирован или болен                                              |
| ОТК | Отказ от участия                                                   |
| НТР | Прибыл на соревнования, но на трассу не выезжал                    |
| НПР | Был заявлен в числе участников, но не прибыл к началу соревнований |
| О | Соревнования отменены                                              |
| | Не участвовал                                                      |
| Поул-позиция |                                                                    |
| Быстрый круг |                                                                    |

| Сезон | Команда         | Шасси         | Двигатель | Ш | 1        | 2        | 3        | 4        | 5        | 6     | 7        | 8        | 9        | 10       | 11     | 12    | 13     | 14       | 15       | 16     | 17       | Место | Очки |
| ----- | --------------- | ------------- | --------- | - | -------- | -------- | -------- | -------- | -------- | ----- | -------- | -------- | -------- | -------- | ------ | ----- | ------ | -------- | -------- | ------ | -------- | ----- | ---- |
| 1994  | MTV Simtek Ford | Simtek S941   | Ford V8   | G | БРА      | ТИХ      | САН      | МОН      | ИСП      | КАН   | ФРА      | ВЕЛ      | ГЕР      | ВЕН      | БЕЛ    | ИТА   | ПОР    | ЕВР      | ЯПО Сход | АВС    |          | —     | 0    |
| 1995  | Footwork Hart   | Footwork FA16 | Hart V8   | G | БРА Сход | АРГ Сход | САН Сход | ИСП Сход | МОН Сход | КАН 9 | ФРА Сход | ВЕЛ Сход | ГЕР Сход | ВЕН Сход | БЕЛ 12 | ИТА 8 | ПОР 15 | ЕВР Сход | ТИХ Сход | ЯПО 12 | АВС Сход | 24    | 0    |